# Santo Domingo, Ocotepec
Santo Domingo är en ort i Mexiko.   Den ligger i kommunen Ocotepec och delstaten Chiapas, i den sydöstra delen av landet, 700 km öster om huvudstaden Mexico City. Santo Domingo ligger 1 518 meter över havet och antalet invånare är 143.
Terrängen runt Santo Domingo är kuperad åt nordost, men åt sydväst är den bergig. Runt Santo Domingo är det ganska glesbefolkat, med 47 invånare per kvadratkilometer. Närmaste större samhälle är Ocotepec, 1,9 km öster om Santo Domingo. I omgivningarna runt Santo Domingo växer i huvudsak städsegrön lövskog.